# Caso Sankara
O Caso Sankara refere-se ao processo judicial iniciado em Burquina Fasso para julgar os responsáveis pelo homicídio de Thomas Sankara, líder revolucionário e presidente burquinense assassinado durante um golpe de Estado ocorrido em 15 de outubro de 1987. O caso foi aberto em 11 de outubro de 2021, 34 anos depois do crime, em Uagadugu.
Após seis meses de audiências, depoimentos e alegações, o veredicto foi anunciado em 6 de abril de 2022, com a sentença de prisão perpétua para Blaise Compaoré, Gilbert Dienderé e Hyacinthe Kafando.

## Audiências
O julgamento pelo homicídio de Thomas Sankara começou em 11 de outubro de 2021. Doze pessoas foram acusadas pelo assassinato do pai da revolução burquinense, incluindo Blaise Compaoré (antigo presidente do Burquina Fasso que sucedeu Sankara após o golpe de 1987), Hyacinthe Kafando (comandante da guarda de Compaoré) e Gilbert Diendéré (um dos principais líderes das Forças Armadas na época do golpe).
Assim que a audiência foi aberta, os advogados de defesa requereram o adiamento para averiguar o caso. Duas semanas depois, em 25 de outubro, a audiência foi retomada com a inquirição dos réus, incluindo Gilbert Diendéré que se declarou inocente ao não admitir ter participado do assassinato. A audiência de Gilbert Diendéré durou quase uma semana com diversos interrogatórios de advogados de defesa.

## Principais ausências
Blaise Compaoré e Hyacinthe Kafando foram os dois ausentes notáveis deste julgamento. Blaise Compaoré, que exilou-se na Costa do Marfim logo depois de sua deposição durante a insurreição popular de 2014, estaria doente e sofrendo de lapso de memória. Quanto a Hyacinthe Kanfado, encontra-se foragido. Gilbert Diendéré revelou durante o depoimento que Kanfado teve a ajuda de Yacouba Isaac Zida para fugir de Burquina Fasso em 2015.

## O veredito
O julgamento do Caso Sankara teve seu veredicto em 6 de abril de 2022. Blaise Compaoré, Gilbert Diendéré e Hyacinthe Kafando foram condenados à prisão perpétua. Nabonsseouindé Ouédraogo e Idrissa Sawadogo foram condenados a 20 anos de prisão por cumplicidade em atacar a segurança do Estado e homicídio.